# Stjernepladsen Station
Stjernepladsen Station er en letbanestation i Aarhus beliggende i bydelen Christiansbjerg. Stationen ligger på Randersvej ved Stjernepladsen. Den er udformet som en øperron beliggende midt på Randersvej og med adgang via et fodgængerfelt på pladsen. Midt på perronen er der en simpel overdækning med bænke og en rejsekort-billetautomat. Omgivelserne er især præget af boligblokke og karreer, men også virksomheden COWI har letbane til døren.
Strækningen mellem Aarhus H og Universitetshospitalet, hvor stationen ligger, åbnede den 21. december 2017.